# Stef Vandeweyer
Stef Vandeweyer (Geel, 6 augustus 1999) is een Belgisch snowboarder.

## Levensloop
Vandeweyer nam deel aan de Olympische Jeugdwinterspelen van 2016 te Lillehammer. Hij werd er negende in de slopestyle en dertiende in de big air.
Op het WK van 2017 in de Sierra Nevada werd hij uitgeschakeld in de halve finales van de big air. In de slopestyle strandde hij er in de kwalificaties. Eveneens in 2017 werd Vandeweyer zesde in de wereldbekerwestrijd te Moskou in de big air. Daarnaast won hij de Europabeker-manche te Götschen en werd hij tweede te Davos (beiden big air).
Ook nam hij nam deel aan de Olympische Winterspelen van 2018 te Pyeongchang. Hij werd er 28e in de eindstand van de big air en 31e in dat van de slopestyle.